# Sid Meier's Alien Crossfire
Sid Meier's Alien Crossfire est un jeu vidéo 4X de stratégie au tour par tour développé par Firaxis Games, sorti en 1999 sur PC (Windows, Mac OS, Linux). Il s'agit de l'extension de Sid Meier's Alpha Centauri.

## Scénario
Alors que la paix semble revenue sur Alpha Centauri, deux vaisseaux s'écrasent sur la planète. Leurs occupants sont d'une race extra-terrestre inconnue jusqu'alors : les Progéniteurs. Les Usurpateurs (Usurpers) et les Gardiens (Caretakers), cherchant chacun la destruction de l'autre, sont attirés par la présence d'objets mystérieux, notamment le « Collecteur ». Cette arrivée va raviver les tensions sur la planète en même temps qu'elle apportera de nouvelles connaissance grâce aux nouveaux arrivants, notamment autour de la « résonance ».

## Système de jeu
L'extension Alien Crossfire permet de jouer sept factions supplémentaires, dont deux de race extraterrestre :
- Les Gardiens du Collecteur : race d'extra-terrestre Manifold cherchant à empêcher les Usurpers d'atteindre la Transcendance à tout prix. Ils sont supervisés par le gardien Lula H'minee. Ils sont en guerre perpétuelle avec les Usurpateurs et dans l'impossibilité de faire cesser cette « vendetta ».
- Le culte de la Planète : sorte de secte dévouée à la Planète et à sa dirigeante, le prophète Cha Dawn, prétendant incarner la Voix de Chiron.
- La conscience cybernétique : faction dont les membres ont sacrifié leurs émotions au profit d'un vaste réseau de savoir mathématique, destiné à faire progresser la science. Leur chef est la fonction primaire Aki Zeta-5.
- Libres Droïdes : grande société de droïdes (la classe sociale la plus pauvre) révolutionnaires luttant contre les abus des classes sociales plus aisées, ils sont menés par Foreman Domai.
- Les Anges des données : groupe spécialisé dans l'espionnage et les opérations secrètes, ils aiment déstabiliser les gouvernements. Leur dirigeant est le technicien des données Sinder Roze.
- Les Pirates du Nautilus : ils vivent préférentiellement dans la mer, profitant ainsi de plus d'espace et de possibilités d'exploration. Cette flotte est commandée par le capitaine Ulrik Svensgaard.
- Les Usurpateurs du Collecteur de Manifold : deuxième race extra-terrestre Manifold, ils cherchent à vaincre les Caretakers pour mettre fin à la guerre civile Manifold par Transcendance. Leur quête est conduite par le conquérant Judaa Marr.

## Accueil
| Alien Crossfire       |      |       |
| Média                 | Pays | Notes |
| Computer Gaming World | US   | 4/5   |
| GameSpot              | US   | 83 %  |